# Irraggiungibile (L'Aura)
Irraggiungibile è un singolo della cantautrice pop italiana L'Aura, pubblicato il 28 febbraio 2006 dall'etichetta discografica Sony BMG.

## Descrizione
Scritta dalla stessa L'Aura e prodotta da Enrique Gonzalez Müller, la canzone, dal ritornello orecchiabile,
è stata presentata al Festival di Sanremo 2006 nella categoria "Giovani". Il brano, giunto in semifinale al Festival senza però raggiungere la vittoria, ha comunque raggiunto un buon successo di vendite raggiungendo la posizione numero 17 della classifica ufficiale italiana dei singoli.
La canzone, una ballata in lingua italiana, è stata inclusa nella ristampa del primo album della cantante, Okumuki, che con la partecipazione della cantante al Festival di Sanremo ha raggiunto il successo discografico.
Esiste una versione in inglese di questo brano, mai pubblicato ma eseguito in alcuni concerti, dal titolo Seeking To Own The Gifts (Out of Reach).

## Video musicale
Il videoclip, girato da Laura Chiossone e Marco Salom, è ambientato in una casa piena di persone strane che vengono in contatto con L'Aura. Ha ricevuto una nomination al concorso Premio Videoclip Italiano 2006 ed è stato pubblicato, insieme ai video dei precedenti singoli, nell'edizione "Dual disc" dell'album Okumuki.

## Classifiche
| Classifica (2006) | Posizione massima |
| ----------------- | ----------------- |
| Italia            | 17                |